# Un test avant d'essayer
Un test avant d'essayer est le dixième épisode de la vingt-quatrième saison de la série télévisée Les Simpson et le 518e épisode de la série. Il est diffusé pour la première fois sur le réseau Fox le 13 janvier 2013.

## Synopsis
Burns annonce une augmentation du prix de l'électricité, ce qui oblige tous les habitants à limiter leur consommation. Homer se rend à la décharge et tombe sur un vieux parcmètre qu'il affectionne et dont il se sert pour arnaquer les conducteurs. Dans un même temps, tous les élèves de l'école élémentaire de Springfield doivent passer un test afin de déterminer le niveau de l'établissement. Ils y passent tous sauf Bart qui a profité de la journée pour jouer avec un scarabée (sans lui ôter ses pattes). Lisa le presse de se présenter à l'examen afin de faire remonter la moyenne de l'école mais Bart n'a que peu de soucis à se faire jusqu'à ce qu'un rêve change son opinion.